# Ролан Жоффе
Рола́н (Ро́ланд) Жоффе́ (англ. Roland Joffé, МФА [ˈroulənd ˈdʒɔfiː]; нар. 17 листопада 1945, Лондон, Велика Британія) — британсько-французький кінорежисер, сценарист і продюсер. Він розпочав свою кар'єру на телебаченні, серед його ранніх робіт — епізоди "Вулиці Коронації" та адаптація "Зірки дивляться вниз" для Гранади. Він здобув репутацію автора гостросюжетних політичних історій завдяки серіалу "Білл Бренд" та фактичним драмам для Play for Today. 

## Біографія
Ролан Жоффе народився 17 листопада 1945 року в Лондоні. Виховувався в сім'ї діда — скульптора Джейкоба Епстайна (на доньці Епстайна Естер повторно одружився батько Ролана). Учився у франкомовному ліцеї Шарля де Голля (Lycée Français Charles de Gaulle) у Південному Кенсінгтоні і коледжі Кармель (Carmel College) — єдиній єврейській школі-інтернаті в Європі (Оксфордшир). Вищу освіту здобув у Манчестерському університеті.
У 1970-х роках працював артистом у театрі. З 1971 по 1980 рік був одружений з акторкою Джейн Лапотейр (розлучилися), син — Ровен Жоффе (нар. 1973), зараз також сценарист і режисер.
Дебютом Жоффе в кіно стала драма «Поля смерті» (1984), заснована на документальних матеріалах, про діяльність червоних кхмерів у Камбоджі. Стрічка принесла Жоффе номінацію на «Оскар» за найкращу режисерську роботу і отримала три премії.
Другу номінацію на «Оскара» режисер отримав за свій наступний фільм «Місія» (1986), що розповідає про єзуїтських місіонерів у Бразилії кінця XVIII століття. Стрічка стала лауреатом премії «Золота пальмова гілка» 40-го Каннського міжнародного кінофестивалю.
Третій фільм Жоффе про Роберта Оппенгеймера «Товстун і Малюк» присвячений історії створення атомної бомби.

## Фільмографія
| Рік       |     | Назва українською       | Оригінальна назва      | Режисер | Сценарист | Продюсер |
| --------- | --- | ----------------------- | ---------------------- | ------- | --------- | -------- |
| 1960-2013 | т/с | Вулиця коронації        | Coronation Street      | Так     |           |          |
| 1967      | т/с | ITV: Театр              | ITV Playhouse          | Так     |           |          |
| 1970-1984 | т/с | П'єса дня               | Play for Today         | Так     |           |          |
| 1972 1984 | т/с | Королівський суд        | Crown Court            | Так     |           |          |
| 1980      | т/ф | Шкода, що вона блудниця | Tis Pity She's a Whore | Так     |           |          |
| 1984      |     | Поля смерті             | The Killing Fields     | Так     |           |          |
| 1986      |     | Місія                   | The Mission            | Так     |           |          |
| 1989      |     | Товстун і Малюк         | Fat Man and Little Boy | Так     | Так       |          |
| 1992      |     | Місто задоволень        | City of Joy            | Так     |           | Так      |
| 1993      |     | Супербрати Маріо        | Super Mario Bros.      |         |           | Так      |
| 1995      |     | Червона літера          | The Scarlet Letter     | Так     |           | Так      |
| 1998      |     | Прощавай, коханцю       | Goodbye Lover          | Так     |           |          |
| 1999-2002 | т/с | Факультет               | Undressed              | Так     |           |          |
| 2000      |     | Ватель                  | Vatel                  | Так     |           | Так      |
| 2000      |     | Очищення                | Waterproof             |         |           | Так      |
| 2006      |     | Викрадення              | Captivity              | Так     |           |          |
| 2008      |     | Ти і я                  | You and I              | Так     |           |          |
| 2011      |     | Там мешкають дракони    | There Be Dragons       | Так     | Так       | Так      |
| 2014      |     | Коханці                 | The Lovers             | Так     | Так       |          |
| 2015      | т/с | Повстання Техасу        | Texas Rising           | Так     |           |          |

## Визнання
| Нагороди та номінації Ролана Жоффе    | Нагороди та номінації Ролана Жоффе | Нагороди та номінації Ролана Жоффе | Нагороди та номінації Ролана Жоффе |
| Рік                                   | Категорія                          | Фільм                              | Результат                          |
| ------------------------------------- | ---------------------------------- | ---------------------------------- | ---------------------------------- |
| Премія BAFTA                          |                                    |                                    |                                    |
| 1985                                  | Найкращий режисер                  | Поля смерті                        | Номінація                          |
| 1987                                  | Найкращий фільм                    | Місія                              | Номінація                          |
| 1987                                  | Найкращий режисер                  | Місія                              | Номінація                          |
| Премія «Оскар»                        |                                    |                                    |                                    |
| 1985                                  | Найкращий режисер                  | Поля смерті                        | Номінація                          |
| 1987                                  | Найкращий режисер                  | Місія                              | Номінація                          |
| Золотий глобус                        |                                    |                                    |                                    |
| 1985                                  | Найкращий режисер                  | Поля смерті                        | Номінація                          |
| 1987                                  | Найкращий режисер                  | Місія                              | Номінація                          |
| Премія Давид ді Донателло             |                                    |                                    |                                    |
| 1985                                  | Найкращий іноземний фільм          | Поля смерті                        | Номінація                          |
| 1985                                  | Найкращий іноземний режисер        | Поля смерті                        | Номінація                          |
| 1987                                  | Найкращий іноземний фільм          | Місія                              | Номінація                          |
| Каннський міжнародний кінофестиваль   |                                    |                                    |                                    |
| 1986                                  | Золота пальмова гілка              | Місія                              | Перемога                           |
| 1986                                  | Технічний Гран-прі                 | Місія                              | Перемога                           |
| Премія «Сезар»                        |                                    |                                    |                                    |
| 1986                                  | Найкращий фільм іноземною мовою    | Поля смерті                        | Номінація                          |
| 1987                                  | Найкращий фільм іноземною мовою    | Місія                              | Номінація                          |
| Лондонське коло кінокритиків          |                                    |                                    |                                    |
| 1986                                  | Найкращий режисер року             | Поля смерті                        | Перемога                           |
| Берлінський міжнародний кінофестиваль |                                    |                                    |                                    |
| 1990                                  | Золотий ведмідь                    | Товстун і Малюк                    | Номінація                          |